# Чистополь (Павлодарская область)
Чистополь (каз. Чистополь) — село в Успенском районе Павлодарской области Казахстана. Село входит в состав Надаровского сельского округа. Расположено примерно в 26 км к востоку от Успенки. Код КАТО — 556445700.

## Население
В 1999 году население села составляло 160 человек (75 мужчин и 85 женщин). По данным переписи 2009 года, в селе проживало 43 человека (21 мужчина и 22 женщины).